# すみれ (ゆずのアルバム)
『すみれ』は、ゆずの通算5作目のオリジナル・アルバム。

## 解説
- シングル5タイトルを含む5枚目のオリジナル・フルアルバム。全16曲というボリュームは、オリジナル作品では最大。
- 2003年2月5日から、4週連続水曜日にシングルをリリースするという、史上初の試みがなされた。収録曲数を抑えた500円均一、各10万枚完全限定生産。リーダー・北川は、「週刊誌を買うような感覚で買ってもらえたら」とインタビューで語っていた。
- シングルA面の4曲は当アルバムにすべて収録されたが、「青」のシークレットトラックと「呼吸」のシークレットトラック、「3番線」に収録された両A面曲の「水平線」はアルバム未収録。また、ゆずのオリジナルアルバムにはこれまでカップリング曲が1曲は必ず収録されていたが、本作には収録されておらず、カップリング曲の収録は「FURUSATO」まで途切れる事となる。
- サイズが大きめの特殊パッケージ仕様初回限定盤と通常盤がある。初回盤には60ページを超えるフォトブック付き。
- 14thシングル「またあえる日まで」（2002年10月17日）が、テレビ朝日系金曜日レギュラー放送『ドラえもん』のエンディングテーマと映画「ドラえもん のび太とふしぎ風使い」の主題歌に使用された。他に18thシングル「スミレ」（2003年2月26日）が三ツ矢サイダーのCMソングと奈良テレビ『気ままに駅サイト!』のオープニングテーマ。「旅立ちのナンバー」は「家庭教師のトライ」のCMソングに起用された。
- アルバムに連動した「体育館ツアー2003『すみれ』」が決行され、横浜アリーナ公演の模様を収録したDVD『ゆず LIVE FILMS すみれ』が発売された。なお、ツアー本編が始まる前には、ファンクラブ会員だけを対象にしたライブ「ゆず 体育館ツアー2003 すみれ ～『ゆずの輪』FC会員限定LIVE～」が、幕張イベントホールにて行われた。
- 「桜道2」「桜道3」が収録されているが、「桜道1」も存在する。こちらは、16thシングル「呼吸」（2003年2月12日）にシークレットトラックとして収録されている。

## 収録曲
| 全編曲: 寺岡呼人・ゆず。 |                                 |                                           |           |       |
| #                        | タイトル                        | 作詞                                      | 作曲      | 時間  |
| 1.                       | 「桜道 3」                      | 北川悠仁                                  | 北川悠仁  | 0:38  |
| 2.                       | 「スミレ」                      | ゆず                                      | 北川悠仁  | 5:06  |
| 3.                       | 「3番線」                       | 岩沢厚治                                  | 岩沢厚治  | 1:40  |
| 4.                       | 「ふくろ」                      | 岩沢厚治                                  | 岩沢厚治  | 2:36  |
| 5.                       | 「駅（恵比寿 ～ 上大岡）」      | 北川悠仁                                  | 北川悠仁  | 4:27  |
| 6.                       | 「青」                          | 北川悠仁                                  | 北川悠仁  | 4:27  |
| 7.                       | 「運転技術の向上」              | 岩沢厚治                                  | 岩沢厚治  | 2:19  |
| 8.                       | 「君は東京」                    | 北川悠仁                                  | 北川悠仁  | 3:27  |
| 9.                       | 「旅立ちのナンバー」            | 岩沢厚治                                  | 岩沢厚治  | 4:06  |
| 10.                      | 「フラリ」                      | 北川悠仁                                  | 北川悠仁  | 2:56  |
| 11.                      | 「呼吸」                        | 岩沢厚治                                  | 岩沢厚治  | 4:19  |
| 12.                      | 「桜道 2」                      | 北川悠仁                                  | 北川悠仁  | 0:38  |
| 13.                      | 「言えずの♥アイ・ライク・ユー」 | 北川悠仁                                  | 北川悠仁  | 4:59  |
| 14.                      | 「カーテンのせい」              | 岩沢厚治                                  | 岩沢厚治  | 1:25  |
| 15.                      | 「ブザービーター」              | 北川悠仁                                  | 北川悠仁  | 4:38  |
| 16.                      | 「またあえる日まで」            | アドベンチャーキャンプの子供達 & 北川悠仁 | 北川悠仁  | 3:15  |
| 合計時間:                | 合計時間:                       | 合計時間:                                 | 合計時間: | 50:56 |

## 楽曲解説
1. 桜道 3
先行シングル『呼吸』に、シークレットトラックとして収録された「桜道」の別ヴァージョン。
2. スミレ
18枚目のシングルであり、4週連続リリースの最後の曲。
「三ツ矢サイダー」コマーシャルソング、奈良テレビ『気ままに駅サイト!』オープニングテーマ。作詞は北川・岩沢の共作のため、作詞者名は「ゆず」名義。
3. 3番線
17枚目のシングルであり、4週連続リリースの3週目の曲。
4. ふくろ
5. 駅（恵比寿 ～ 上大岡）
イントロの前には、駅ホームで録音されたと思われる音声が収録されている。
イメージは赤い電車の京急線であるという。
歌詞に出てくる「貸したままのミスチルのCD」は『深海』である。
6. 青
15枚目のシングルであり、4週連続リリース初週の曲。
7. 運転技術の向上
8. 君は東京
歌詞に「新宿のアルタ前」が出てくるが、北川自身はアルタ前に行ったことがない、と当時のインタビューで語っていた。
9. 旅立ちのナンバー
「家庭教師のトライ」コマーシャルソング
シングル曲としての候補にもあがっていた曲。
10. フラリ
11. 呼吸
16枚目のシングルであり、4週連続リリースの2週目の曲。
12. 桜道 2
13. 言えずの♥アイ・ライク・ユー
それまでのゆずにはあまり見られなかったような、極めてポップな楽曲。当アルバムの中でも、ひときわ異彩を放っている。なお、ライブでは何らかの演出とともに披露されることが多い。（アコースティックギターによるイントロの演奏、振り付け等。）
14. カーテンのせい
岩沢らしい、アコースティックかつシンプルな曲。
15. ブザービーター
「ブザービーター」とは、バスケットボールの用語。
16. またあえる日まで　（3:15）
14枚目のシングルであり、テレビアニメ『ドラえもん』エンディングテーマ、劇場アニメ『ドラえもん のび太とふしぎ風使い』主題歌。映画では声優にも挑戦した。

## 演奏
- 北川悠仁：Vocal, Acoustic Guitar, Tambourine, Pianica
- 岩沢厚治：Vocal, Acoustic Guitar, Harp
- 寺岡呼人
  - Computer Programming
  - Bass (#6.7.10.11)
  - Acoustic Guitar, Electric Guitar (#2.6.13.15)
  - Keyboards (#2.7)
- 松永俊弥：Drums (#2.8.9.13)
- 小田原豊：Drums (#11)
- 河村“カースケ”智康：Drums (#15)
- 小林雅之 (JUN SKY WALKER(S))：Drums (#6)
- 美久月千晴：Bass (#2.8.9.13.15)
- 中西康晴：Keyboards (#5.6.8.9.11.15)
- 上杉洋史：Keyboards (#2.11.13)
- アドベンチャーキャンプの子供達：Chorus, Handclap (#16)
- 宝塚拍手団：Handclap (#2)
- 向笠高章：Computer Programming

## 関連作品
- またあえる日まで -14thシングル-　　M-16
- 青 -15thシングル-　　M-6
- 呼吸 -16thシングル-　　M-11
- 3番線／水平線 -17thシングル-　　M-3
- スミレ -18thシングル-　　M-2
- ゆずスマイル -企画盤-　　M-16
- Going 2001-2005 -ベストアルバム-　　M-2・3・6・11・16
- ゆずのね 1997-2007 -ベストアルバム-　　M-8・9・13

## 関連人物
- 寺岡呼人